# Dražovce
Dražovce (maďarsky Darázs, Zobordarázs) jsou městská část Nitry. Do roku 1975 byly Dražovce samostatná obec. Nacházejí se pod západním výběžkem vrchu Zobor.

## Pamětihodnosti
- Je zde významná archeologická lokalita: Z okolí vsi pochází nálezy z paleolitu, neolitu (sídliště), pozdní bronzové doby (žárové hroby), halštatské doby (hradiště), velkomoravské doby (hradiště a kosterní hroby) a povelkomoravské doby (pohřebiště z 11.–15. století).
- Románský kostel svatého Michala Archanděla ze 12. století
- Klášter a kostel kamaldulů na Zoboru na místě bývalého benediktinského kláštera[2]
- Kostel svatého Františka Xaverského[2]
- Sousoší Golgoty[2]
- Fara[2]
- Krypta biskupa Františka Xavera Fuchse[2]

## Příroda
- Přírodní rezervace Lupka
- Přírodní památka Svoradova jeskyně
- Přírodní rezervace Zoborská lesostep